# كروكي
الكروكي هو بسكويت جزائري تقليدي، وطبق مميز في المطبخ الجزائري. مصنوع من الدقيق والسكر والبيض والخميرة والزيت أو الزبدة، وتُضاف مذاق له من قشر الليمون والفانيليا وماء زهر البرتقال.

## أنظر أيضًا
• المطبخ الجزائري